# Joonas Vihko
Joonas Vihko (* 6. April 1981 in Helsinki) ist ein finnischer Eishockeyspieler, der zuletzt beim EC Bad Tölz in der DEL2 unter Vertrag stand.

## Karriere
Joonas Vihko begann seine Karriere als Eishockeyspieler in der Jugend von HIFK Helsinki, für dessen Profimannschaft er in der Saison 2000/01 sein Debüt in der SM-liiga gab. Im folgenden Jahr erhielt der Angreifer die Trophäe Jarmo Wasaman muistopalkinto als bester Neuprofi in der SM-liiga und wurde im NHL Entry Draft 2002 in der vierten Runde als insgesamt 103. Spieler von den Mighty Ducks of Anaheim ausgewählt. Diese nahmen ihn jedoch nicht unter Vertrag. Nach fünf Spielzeiten in Helsinkis erster Mannschaft, wechselte Vihko während der Saison 2005/06 zu deren Ligarivalen SaiPa Lapeenranta. Nach nur einem Jahr wurde der Rechtsschütze vom HPK Hämeenlinna verpflichtet. Mit Hämeenlinna erreichte er 2007 zunächst das Finale im IIHF European Champions Cup, in dem er mit seiner Mannschaft dem russischen Gegner Ak Bars Kasan deutlich mit 0:6 unterlag und beendete anschließend die Saison 2006/07 in Finnland auf dem dritten Platz. In der Spielzeit 2009/10 erreichte er mit Hämeenlinnan Pallokerho die Playoff-Finals und verlor die Serie gegen TPS Turku. Zur folgenden Saison unterschrieb der Finne einen Kontrakt bei Luleå HF aus der schwedischen Elitserien, für den er bis 2013 über 180 Elitserien-Partien absolvierte, in denen er 83 Scorerpunkte sammelte.
Im Mai 2013 wurde sein laufender Vertrag mit dem Luleå HF aufgelöst und Vihko kehrte zu HPK zurück. In den folgenden Jahren spielte er für Ilves Tampere, Vaasan Sport und in der Saison 2017/18 für den EC Bad Tölz in der DEL2.

## Erfolge und Auszeichnungen
- 2002 Jarmo Wasaman muistopalkinto
- 2007 Finnischer Dritter mit HPK Hämeenlinna
- 2007 2. Platz beim IIHF European Champions Cup mit HPK Hämeenlinna
- 2010 Finnischer Vizemeister mit HPK Hämeenlinna
- 2013 Schwedischer Vizemeister mit Luleå HF